# Hans Geyer von Osterburg

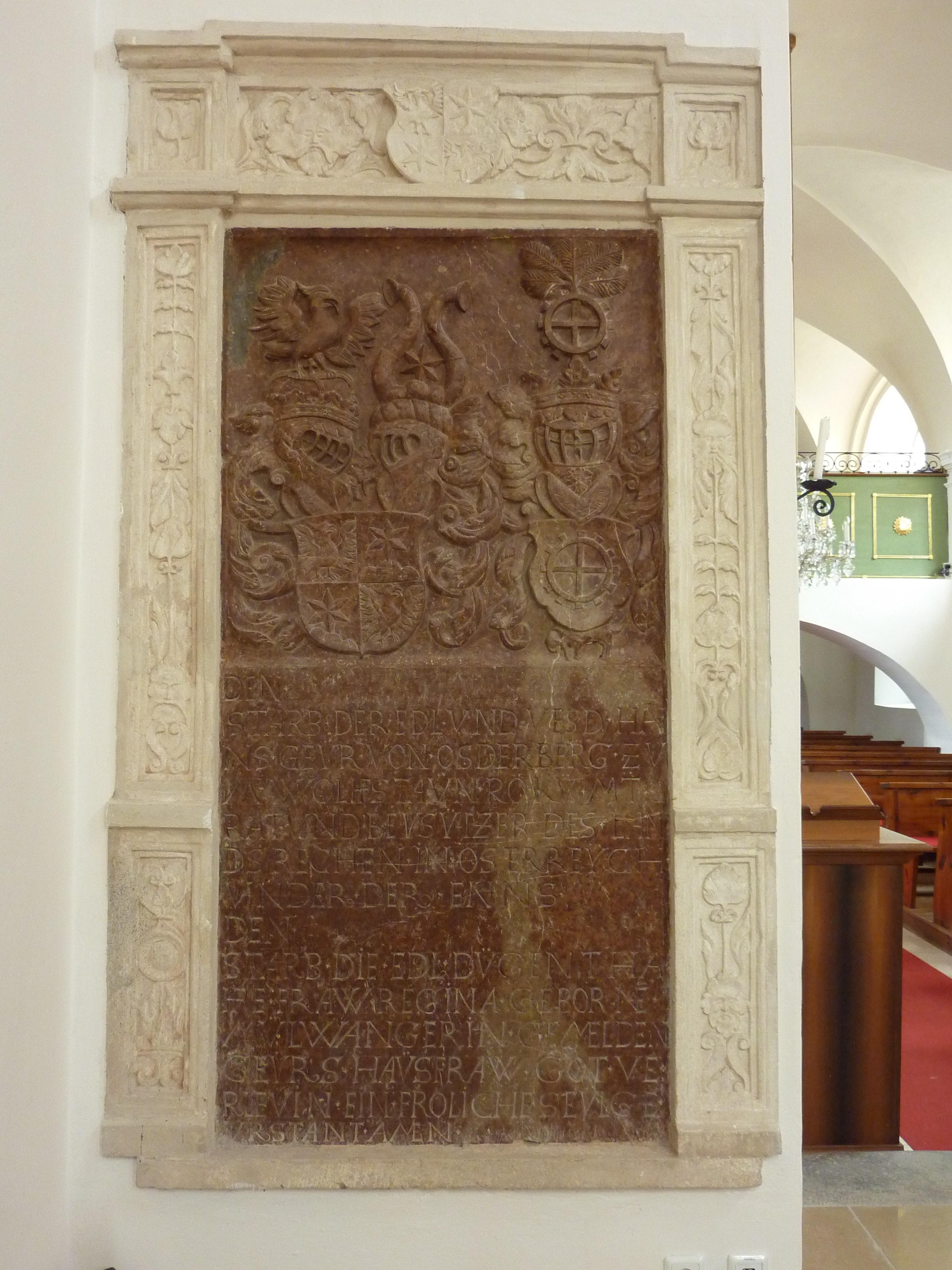
Gedenkstein für Hans Geyer von Osterburg und Gattin Regina in der Pfarrkirche Gansbach

Hans Geyer von Osterburg (auch Hanns oder Johann) († 1561) war ein aus Franken stammender österreichischer Adeliger und Landuntermarschall von Österreich unter der Enns.

## Leben
Hans war der Sohn von Georg I. Geyer (von Geyersperg) und Margaretha (von) Till. Hans war 1549 niederösterreichischer Landrechts-Beisitzer, kaufte im selben Jahr den freien Edelsitz Hengsthof, den er danach Gurrhof nannte, und das Amt Tahenäerzt. 1553 kaufte er die Veste Wolfstein (Gemeinde Schönbühel-Aggsbach) und den Markt Gänßbach (Gansbach), ein Lehen des Herzogs von Bayern. Von 1556 bis 1561 war er niederösterreichischer Landuntermarschall. 
Mit seiner ersten Gattin Katharina von Maming, Tochter von Christoph von Maming und Katharina Muckenhofer, Witwe Wolfgang Kuttenprunners, hatte er keine Kinder. Seine zweite Frau Regina Mühlwanger, Tochter des edelvesten Veit Mühlwanger von Neidharting und der Margaretha von Jörger, schenkte ihm zwei Söhne und eine Tochter.